# Luděk Edelman
Luděk Edelman (* 19. července 1975) je bývalý český fotbalista.

## Fotbalová kariéra
Začínal v Mladém, od čtvrté třídy hrál za Dynamo České Budějovice. V české lize hrál za SK Dynamo České Budějovice. Nastoupil v 1 ligovém utkání. Ve druhé lize hrál za Chrudim.

## Ligová bilance
| Ročník                          | Zápasy | Góly | Klub                       |
| ------------------------------- | ------ | ---- | -------------------------- |
| 1. česká fotbalová liga 1994/95 | 1      | 0    | SK Dynamo České Budějovice |
| CELKEM                          | 1      | 0    |                            |